# Poslední střih
Poslední střih (v originále Coupez !) je francouzský hraný film z roku 2022, který režíroval Michel Hazanavicius podle vlastního scénáře. Původně měla předpremiéra proběhnout na festivale Sundance, ale kvůli pandemii covidu-19 bylo promítání filmu zrušeno. Nakonec byl film uveden na zahájení filmového festivalu v Cannes dne 17. května 2022.

## Obsazení
| Romain Duris        | Rémi Bouillon, režisér / Higurashi, režisér         |
| Bérénice Bejo       | Nadia, manželka Rémiho, herečka / Natsumi, maskérka |
| Grégory Gadebois    | Philippe Rolland, herec / Honoda, kameraman         |
| Finnegan Oldfield   | Raphaël Barrelle, herec / Ken, herec                |
| Matilda Lutz        | Ava, herečka / Chinatsu, herečka                    |
| Sébastien Chassagne | Armel, herec / Yamakoshi, asistent                  |
| Raphaël Quenard     | Jonathan, herec / Akira, zvukař                     |
| Lyes Salem          | Mounir, producent                                   |
| Agnès Hurstel       | Laura                                               |
| Charlie Dupont      | Frédo, kameraman                                    |
| Luàna Bajramiová    | Johanna                                             |
| Raïka Hazanavicius  | Manon, asistentka kamery                            |
| Jean-Pascal Zadi    | Fatih, skladatel                                    |
| Jošiko Takehara     | paní Matsuda                                        |
| Jumi Narita         | herečka hrající paní Matsudu                        |
| Yvon Martin         | Gaby, herec                                         |

## Ocenění
- César: nominace v kategoriích nejlepší adaptace (Michel Hazanavicius) a nejlepší filmová hudba (Alexandre Desplat)